# Vijay Mallya
Vijay Mallya (Calcutta, 18 dicembre 1955) è un imprenditore e politico indiano.

## Biografia
Figlio di Vittal Mallya, ha ereditato nel 1983 il gruppo fondato dal padre, United Breweries Group, produttore tra l'altro della birra Kingfisher, con interessi che vanno dall'industria chimica a quella farmaceutica.
Secondo la rivista Forbes è la 664ª persona più ricca del mondo, con un patrimonio personale circa 1,5 miliardi di dollari.
Nel 2005 ha fondato la Kingfisher Airlines, la prima compagnia aerea indiana ad avere ordinato un Airbus A380, anche se alla fine il progetto è andato in fumo, poiché la compagnia è fallita sospendendo tutte le operazioni di volo il 20 ottobre 2012. Mallya è anche proprietario della linea low cost Kingfisher Red, ex Air Deccan.
Possiede inoltre la squadra di calcio East Bengal Football Club di Calcutta e alla fine del 2007 ha comprato il team di Formula 1 Force India (già Spyker F1), poi ceduto nel 2018.La scuderia è stata acquistata da Lawrence Stroll a un costo di 90 milioni di sterline. Si è anche occupato dell'organizzazione del primo Gran Premio di Formula 1 in India. Il progetto del circuito è stato affidato, come consuetudine in F1, all'architetto tedesco Hermann Tilke.
È anche proprietario della squadra dei Royal Challengers Bangalore, squadra di cricket Twenty20 che milita nella Indian Premier League.
Nel maggio del 2007 ha acquistato l'azienda di whisky Whyte & Mackay.
Nel marzo 2016 la magistratura indiana ha emesso un mandato con ordine di arresto per riciclaggio di denaro.
Fa parte anche del Parlamento indiano, dove è stato eletto nelle file del Partito Popolare.
Sposato, tre figli, vive per la maggior parte del tempo a Sausalito (California).
Possiede uno degli yacht privati più grandi del mondo, l'Indian Empress, lungo 97 metri, acquistato dalla famiglia reale del Qatar.